# Festival de Antofagasta 2014
Le Festival de Antofagasta 2014 est la 6e édition annuelle du Festival de Antofagasta.

## Développement

### 1renuit
- Date: 14 février 2014

Artistes
- Juanes
- El Pampero (humoriste)
- Jorge González (invités Gonzalo Yáñez et Pedropiedra)

### 2enuit
- Date: 15 février 2014

Artistes
- José Luis Rodríguez
- Nene Malo
- Centella (humoriste)
- Ráfaga

### 3enuit
- Date: 16 février 2014

Artistes
- Álex Ubago
- Los Fanáticos del Humor (humoristes)
- Juana Fe (invités Ana Tijoux et Nano Stern)

## Audience
| 1 | Vendredi | 14 février | 1re nuit | 22:15 - 02:03 | 11,6 | Premier  | (es) |
| 2 | Samedi   | 15 février | 2e nuit  | 22:06 - 01:17 | 8,9  | Deuxième | (es) |
| 3 | Dimanche | 16 février | 3e nuit  | 22:16 - 01:31 | 12,9 | Premier  | (es) |

     Épisode le plus regardé.

     Épisode moins visible.

### Sources
- (es) Cet article est partiellement ou en totalité issu de l’article de Wikipédia en espagnol intitulé « VI Festival de Antofagasta » (voir la liste des auteurs).